# Фарш

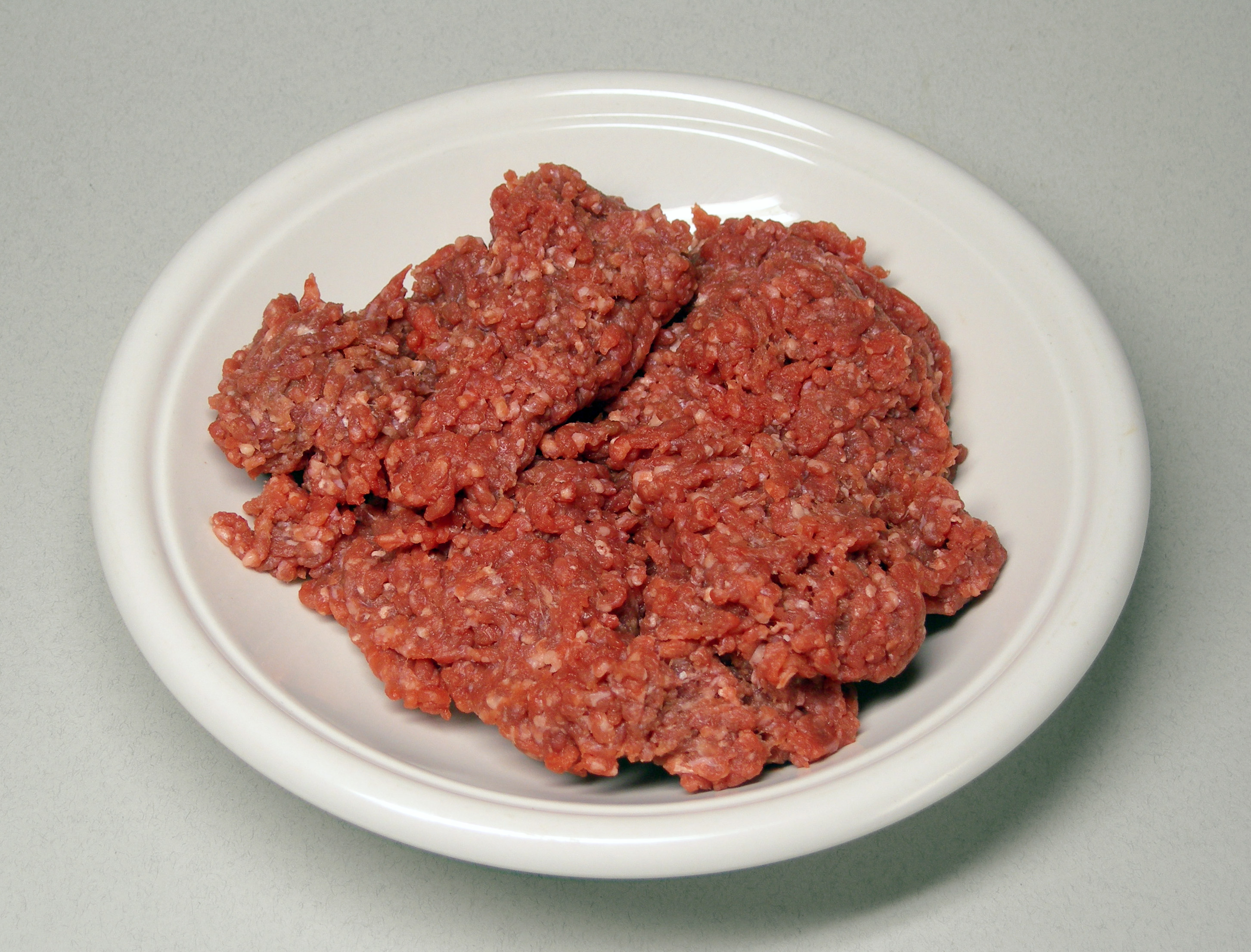
Говяжий фарш

Фарш (от лат. farcire — «начинять» или от фр. farce через нем. Farce — «начинка») — измельчённое сырое мясо, полуфабрикат для изготовления различных блюд, например телячьего паштета, готовящегося из фарша (телятина, ветчина, свиное сало и грибы).
В широком значении фаршем называют любую начинку для кулинарных изделий (например яично-рисовый фарш для пирожков). Фарш может состоять из одного или нескольких видов компонентов. Способы измельчения: пропускание через мясорубку, рубление или нарезание вручную до состояния однородной массы.
Фарширование — заполнение начинкой оболочки изделия.

## Мясные

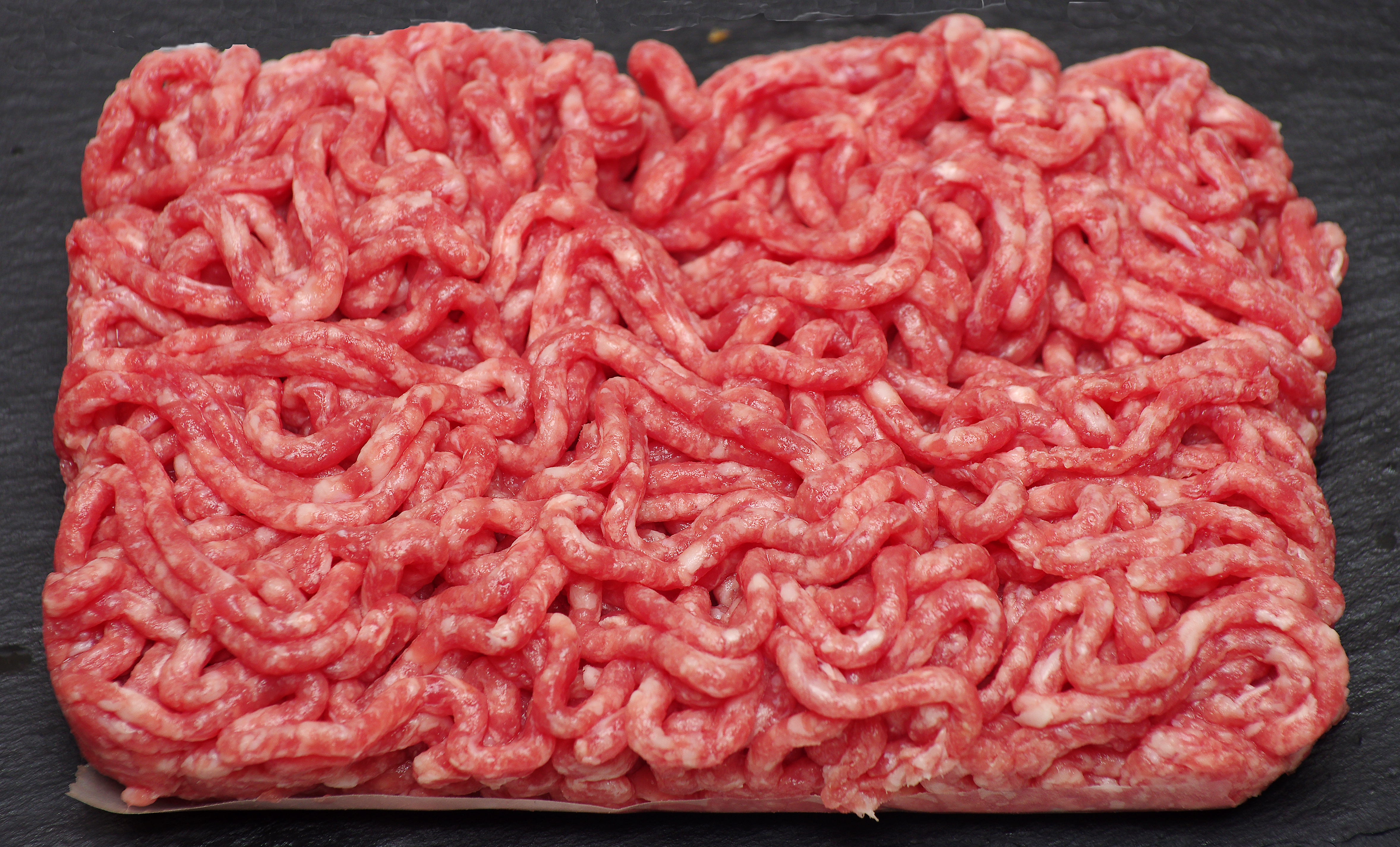
Свино-говяжий фарш (домашний)

Из этих фаршей готовят блюда как целиком (котлеты, люля-кебаб), так и в составе других продуктов (колбасы, пельмени и колдуны, голубцы, чебуреки и так далее):
- Натуральные фарши: говяжий, свиной, бараний[8].
- Куриный, из индейки.

Для удешевления производства колбас и полуфабрикатов свинину и говядину часто разбавляют курицей — филе или механической обвалки.
Примеры рецептур:
- Фарш мясной домашний: говядина I сорта 80 %, свинина жирная 20 %.
- Для котлет домашних: говядина 30 %, свинина 30 %, хлеб 12 %, яйцо, лук, специи.
- Для котлет московских: говядина 50 %, сало 9 %, хлеб 12 %, специи.

## Другие виды
Фарши для начинки разных видов изделий, в том числе хлебобулочных и кондитерских:
- Фарш из субпродуктов (ливер, печень, мозги…)[4].
- Из колбасных изделий (колбаса, ветчина…)[4].
- Из варёного яйца[4].
- Крупяной (рисовый…)[4].
- Овощной[4].
- Грибной[4].
- Творожный[4].
- Фруктовый (яблочный, вишнёвый[9], из сухофруктов, повидла или джема).